# Marcin Ryczek (żużlowiec)
Marcin Ryczek (ur. 28 lipca 1978 w Bydgoszczy) – polski żużlowiec.
Licencję żużlową zdobył w 1994 roku. Sport żużlowy uprawiał do 2002 roku, reprezentując kluby Polonia Bydgoszcz (1996), J.A.G. Speedway Club Łódź (ŁTŻ Łódź) (1997, 1999–2001) oraz Iskra Ostrów Wielkopolski (2002).
Finalista turnieju o "Srebrny Kask" (Grudziądz 1999 – XI miejsce). Dwukrotny finalista turniejów o "Brązowy Kask" (Bydgoszcz 1996 – II miejsce, Piła 1997 – VIII miejsce).